# IC 297
IC 297 је ознака објекта на координатама са ректансцензијом 3h 13m 16,9s и деклинацијом + 42° 6" 49'. Открио га је Луис Свифт, 15. септембра 1888. Каснијим посматрањима на том положају није уочен никакав астрономски објекат.